# Sielsowiet Łunin
Sielsowiet Łunin (biał. Лунінскі сельсавет; ros. Лунинский сельсовет) – sielsowiet na Białorusi, w obwodzie brzeskim, w rejonie łuninieckim, z siedzibą w Łuninie.
Według spisu z 2009 sielsowiet Łunin zamieszkiwało 4777 osób, w tym 4635 Białorusinów (97,03%), 70 Rosjan (1,47%), 55 Ukraińców (1,15%), 5 Polaków (0,10%), 9 osób innych narodowości i 3 osoby, które nie podały żadnej narodowości.

## Miejscowości
- agromiasteczka:
  - Łobcza
  - Łunin
  - Paleski (hist. Krystynów)
  - Wólka Pierwsza
- wsie:
  - Dubówka
  - Mieleśnica